# Francisco Ballester
Francisco Ballester Enguix (Xátiva, 16 settembre 1946 – 5 febbraio 1977) è stato un calciatore spagnolo, di ruolo difensore.

## Carriera

### Club
Ballester esordì a 20 anni nella Primera División spagnola, nel 1967, con la maglia dell'Elche.
Nel 1969 esordì con la Nazionale spagnola. Nel 1970 fu acquistato dal Real Madrid. La sua esperienza calcistica nella capitale fu condizionata da un grave infortunio a un ginocchio, dal quale non riuscì mai a riprendersi definitivamente. A causa di questo infortunio (rottura del menisco) non poté giocare e non ebbemai spazio nel Real Madrid. Il club lo mandò in prestito in due occasioni in Tercera División: prima nel Real Madrid Castilla e poi nell'Ontiniente. Una volta scaduto il contratto che lo legava al Real, Ballester tornò all'Olímpic Xàtiva, il club della sua città natale, dove aveva iniziato la sua carriera. Morì a 30 anni per un seminoma.

## Palmarès

### Club

#### Competizioni nazionali
- Coppa di Spagna: 1

Real Madrid: 1969-1970
- Primera División spagnola: 1

Siviglia: 1971-1972